# Memorial Pascual Momparler
El Memorial Pascual Momparler es una prueba ciclista de un día amateur española, que se disputa en la ciudad de Villanueva de Castellón (Comunidad Valenciana) y sus alrededores, en el mes de abril.
Creada en 2013 desde sus inicios es puntuable para la Copa de España. Está organizado por el Club Ciclista Villanueva de Castellón.

## Palmarés
| Año  | Ganador              | Segundo                     | Tercero            |
| ---- | -------------------- | --------------------------- | ------------------ |
| 2013 | Marcos Jurado        | Gustavo López               | Sebastián Mora     |
| 2014 | Vadim Zhuravlev      | Miguel Ángel Benito         | Vasily Neustroev   |
| 2015 | Xabier San Sebastián | Egoitz Fernández            | Antonio Angulo     |
| 2016 | Antonio Angulo       | Miguel Ángel Fernández Ruiz | Cristian Torres    |
| 2017 | Francisco García Rus | Elías Tello                 | Jaume Bonnin       |
| 2018 | David González López | José Antonio García Martín  | Elías Tello        |
| 2019 | Roger Adriá          | Joel Nicolau                | Alejandro Ropero   |
| 2020 | Anulado              |                             |                    |
| 2021 | Pau Miquel           | Iván Cobo                   | Marc Brustenga     |
| 2022 | pas de course        | pas de course               | pas de course      |
| 2023 | Ilia Schegolkov      | Thomas Silva                | Francesc Bennassar |
| 2024 | Sergio Geerlings     | Alex Díaz                   | Pablo Carrascosa   |
| 2025 | Samuel Fernández     | César Pérez                 | Fabricio Crozzolo  |

## Palmarés por países
| País   | Victorias |
| ------ | --------- |
| España | 9         |
| Rusia  | 2         |